# Morar (Índia)
|  | Aquest article tracta sobre Morar, campament militar. Vegeu-ne altres significats a «Morar». |

Morar fou un antic campament militar britànic (cantonment) a l'Índia central, avui part de Gwalior (ciutat). Morar fou el quarter general de la Divisió de Gwalior de l'Exèrcit de Bengala. El 1881 tenia 24.022 habitants. Va quedar en poder dels britànics el 1858 després de la supressió del motí. El març de 1886 la fortalesa de Gwalior i el campament militar de Morar foren restaurats al maharajà Sindhia, i les tropes britàniques foren traslladades a Jhansi. El campament estava situat a la riba est del riu Morar i fou també quarter general de l'agent britànic a Gwalior dependent de l'agent de l'Índia Central (amb seu a Indore). Les forces militars el 1881-1882 consistien en 352 membres de la cavalleria nativa, 3 bateries d'artilleria amb 318 homes, 964 infants europeus, i 1135 infants natius.